# Friuli Aquileia Friulano
Il Friuli Aquileia Friulano è un vino DOC la cui produzione è consentita nella provincia di Udine.

## Caratteristiche organolettiche
- colore: paglierino, dorato, chiaro, tendente al citrino.
- odore: delicato, gradevole, caratteristico.
- sapore: asciutto, armonico, retrogusto aromatico.

## Produzione
Provincia, stagione, volume in ettolitri
- Udine  (1990/91)  3544,87
- Udine  (1991/92)  3593,67
- Udine  (1992/93)  4816,26
- Udine  (1993/94)  4777,66
- Udine  (1994/95)  5865,26
- Udine  (1995/96)  4507,81
- Udine  (1996/97)  4657,53